# NGC 571
NGC 571 is een spiraalvormig sterrenstelsel in het sterrenbeeld Vissen. Het hemelobject werd op 1 oktober 1864 ontdekt door de Duits-Deense astronoom Heinrich Louis d'Arrest.

## Synoniemen
- PGC 5587
- UGC 1069
- MCG 5-4-63
- ZWG 502.98